# Gamidactylus jaraquensis
Gamidactylus jaraquensis is een eenoogkreeftjessoort uit de familie van de Ergasilidae. De wetenschappelijke naam van de soort is voor het eerst geldig gepubliceerd in 1984 door Thatcher & Boeger.